# Третье послание Иоанна
Третье послание Иоанна, полное название «Третье соборное послание святого апостола Иоанна Богослова» (др.-греч. Γ΄ Ἐπιστολὴ Ἰωάννου, лат. Epistula III Ioannis) — книга Нового Завета.
Третье послание Иоанна состоит из одной главы и пятнадцати стихов.

## История
Большинство библеистов полагают, что все три послания от Иоанна принадлежат одному человеку, автору четвёртого Евангелия, который традиционно отождествляется с апостолом Иоанном Богословом.
Во втором и третьем посланиях автор называет себя "старцем". Также роднит второе и третье послание их стиль и небольшая длина. Написаны они скорее всего в 90-х годах I века.
Третье послание было малоизвестно в древней Церкви. Евсевий Кесарийский не упоминает его среди известных ему книг Нового Завета. В каноне оно появилось со времён Лаодикийского собора (363 год).

## Основные темы
По сравнению со вторым посланием, поднимающим общие вопросы, третье носит более частный характер. Оно обращено к «возлюбленному Гаию», а также порицает некоего Диотрефа.
- Приветствие Гаию (1:1)
- Похвала за верность истине (1:2—4)
- О гостеприимстве (1:5—8)
- Порицание Диотрефа (1:9—11)
- Заключение (1:12—15)